# Айтжанов, Берик Бошенович
Берик Бошенович Айтжанов (род. 11 марта 1979, Кызылординская область) — казахстанский актёр кино и театра. Заслуженный деятель Республики Казахстан (2016).

## Биография
Берик Айтжанов родился 11 марта 1979 года в Кызылординской области.
В 2004 году окончил музыкальный факультет Академии искусств им. Т. Жургенова по специальности «актер музыкальной драмы» (маст. Т. Умурзаков).
С 2004 года — артист Театра им. Ауэзова.

## Основные роли на сцене
Казахский государственный академический театр драмы имени М. О. Ауэзова: Первую роль в театре исполнил в «Гамлете», играя Лаэрта. Потом играл Срыма в «Карагоз» по М. Ауэзову, Художник Т. Ахметжана «Красота и художник», Абзал в «Цыганской серенаде» И. Сапарбая (реж. Е. Обаев), Балуан Шолак «Жаужурек» И.Сапарбай, Абай в «Есть ли яд не испитый мной?» И. Гайыпа (реж. О. Кенебаев), «Трех сестрах» А. Чехова (перевод .А. Бопежановой, реж. Р. Андриасян, А. Какишева) и др.

## Фильмография
- 2007 — «Застава» — Селим
- 2008 — «Махамбет» — Махамбет Отемисулы
- 2008 — «Мустафа Шокай» — Байдрахман
- 2009 — Сериал «Ағайынды» — Шынгыс
- 2011 — "Возвращение в «А» — Марат
- 2011 — "Войско «Мың бала» — Абулхаир Мухаммед Гази Бахадур Хан
- 2011 — «Ликвидатор» — Арсен
- 2012 — «Кольцо» (короткометражка) — Берик[1]
- 2013 — «Любовь тракториста» — Жасулан
- 2013 — «В поисках крышки» (короткометражка) — Руслан
- 2015 — «Голос степей» — Абай
- 2015 — «Адель» — Бекжан[2]
- 2016 — «16 девушек» — Бауыржан[3]
- 2016 — «Замуж в 30» — Касымов[4]
- 2016 — «Дорога к матери» — Лукпан
- 2016 — «Путь лидера. Так сложились звёзды» — Нурсултан Назарбаев
- 2016 — «Аманат» — Ермухан Бекмаханов
- 2017 — «Наурыз» — Тимур
- 2019 — «Томирис» — Куртун
- 2021 — «Рассвет великой степи» — Касым хан, правитель Казахского государства
- 2022 — «Ангел-хранитель» — Максат, депутат Маслихата
- 2023 — «Основание: Осман» — Найман

## Награды
- 2009 — Лауреат национальный кинопремия «Кулагер»
- 2016 — Присвоено почетное звание «Заслуженный деятель Республики Казахстан»[5].
- 2018 — Лауреат Премии Фонда Первого Президента Республики Казахстан (Лауреат в номинации «Кинематография»)